# Aeroportul Scone
Aeroportul Scone (IATA: NSO, ICAO: YSCO) este un aeroport din Noul Wales de Sud, Australia.
Situat la o altitudine de 225 m, aeroportul dispune de o singură pistă. Este operat de Upper Hunter Shire⁠(d).